# Yo no soy esa
Yo no soy esa es una película española de comedia romántica de 2024, dirigida por María Ripoll, quien la coescribió junto con Olga Iglesias. Está protagonizada por Verónica Echegui. Se estrenó en el Festival de Málaga el 6 de marzo de 2024, y en los cines españoles el 31 de octubre de 2024, con distribución de Sony Pictures Entertainment Iberia. Su título alude a la canción homónima de Mari Trini.

## Trama
Susana (Verónica Echegui) despierta tras 20 años en coma. Ahora es una adolescente en un cuerpo de señora en pleno siglo XXI. Susana tendrá que manejarse en un mundo en el que nada le es familiar y tendrá que aprender a vivir en él.

## Reparto
- Verónica Echegui como Susana
- Silma López
- Adam Jezierski
- Olivia Molina
- Daniel Grao
- Ángela Molina

## Producción
En noviembre de 2022, Yo no soy esa fue anunciada como una de las 28 películas apoyadas en la segunda ronda de las ayudas generales de 2022 del ICAA. El 3 de marzo de 2024, la productora de María Ripoll, Cahuenga Filmmakers, y El Estudio anunciaron un acuerdo con Sony Pictures International Productions para la creación de un sello de películas, The Love Collection, bajo el cual se producirían comedias románticas escritas y dirigidas por mujeres y que ya había puesto en desarrollos los largometrajes Yo no soy esa y Welcome. Ese mismo día, se anunció que Ripoll dirigiría Yo no soy esa como la primera película del sello, y que Verónica Echegui, Silma López, Ángela Molina, Daniel Grao y Adam Jezierski formarían el reparto protagonista. El rodaje de la película comenzó en marzo de 2023 en Barcelona, y concluyó en mayo de 2023.

## Lanzamiento y marketing
En febrero de 2024, se anunció que Yo no soy esa tendría su estreno mundial en el Festival de Málaga el 6 de marzo de 2024. En septiembre de 2024, Sony Pictures Entertainment Iberia lanzó el tráiler de la película y programó su estreno en cines españoles para el 31 de octubre de 2024.